# جهاز سميث

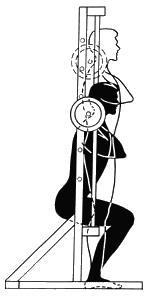

جهاز سميث هو آلة رفع الأثقال، تُستخدم في تمارين المقاومة. يأتي على شكل قضيب حديدي مثبت داخل قضبان فولاذية تسمح فقط بالحركة الرأسية الصارمة. تحتوي بعض أجهزة سميث على قضيب متوازن. يمكن استخدام الجهاز لمجموعة واسعة من التمارين بما في ذلك على سبيل المثال لا الحصر، القرفصاء، وضغط المقعد، وضغط الكتف، وتمارين الصباح.

## استخدام الجهاز
خلف كل عمود رأسي توجد سلسلة من الفتحات التي يمكن تعليق الحديد عليها. هذا يعني أنه على عكس قضيب الحديد العادي، لا يلزم إعادة تثبيت جهاز سميث على الرف بعد مجموعة من التكرارات يمكن تأمينه في أي نقطة. يهدف هذا إلى جعله أكثر أمانًا لأولئك الذين يرفعون بدون مراقب، حيث يحتاج الشخص فقط إلى لف المعصم من أجل قفل قضيب الحديد في مكانه في حالة أصبح الوزن كبيرًا جدًا. تتضمن معظم الموديلات أيضًا كتلًا أو أوتادًا أو أجهزة أخرى يمكن تعديلها لإيقاف قضيب الحديد تلقائيًا عند ارتفاع أدنى محدد مسبقًا. مع ذلك، هذا لا يزيل تماما الخطر الكامن في وجود وزن ثقيل على الظهر، وقد يغرس شعورا زائفا بالثقة. في عام 2001، أصبح أحد مستخدمي جهاز سميث مصابًا بشلل رباعي عندما سحق الجهاز عموده الفقري. إن الضغط على المقعد أثناء الانفراد أمر خطير بشكل عام، ولكنه أكثر خطورة في جهاز سميث، فإذا حوصر الشخص تحت العارضة، فلا يمكن دحرجتها أو إمالتها جانبًا عن صدره أو رقبته، مما أدى إلى وفاة شخص واحد على الأقل.

## المميزات والعيوب
يُنظر إلى استخدام جهاز سميث باستياء من قبل العديد من محبي تدريب القوة لأنها تجبر المستخدم على اتباع مسار مستقيم غير طبيعي للأعلى والأسفل. يمكن أن تسبب هذه الحركة غير الطبيعية إجهادًا شديدًا للركبتين والظهر عند القرفصاء أو الكتفين. كما أن الحركة المقيدة للشريط تقلل أيضًا من الدور الذي تلعبه العضلات المستقرة مقارنة بالتمرين باستخدام الأوزان الحرة. قد يسمح هذا برفع أوزان أثقل، على حساب إشراك كتلة عضلية أقل بشكل عام. من الصعب أيضًا الاحتفاظ بسجل تدريب دقيق لأن الشركات المصنعة لا تشير عادةً إلى أوزان الشريط. كما هو الحال مع آلات التمرين الأخرى، غالبًا ما يفضل المتدربون غير المحترفين أو عديمي الخبرة جهاز سميث والذين لا يعرفون كيفية أداء تمارين الوزن الحر التي تنطوي على أوزان ثقيلة بأمان. تخدم العديد من الصالات الرياضية المتدربين غير المنتظمين وبالتالي قد توفر لهم أجهزة سميث بدلاً من رفوف الطاقة، وهي قطعة من المعدات ضرورية لأداء القرفصاء وتمارين الوزن الحر الأخرى المعتمدة على الحديد بأمان. مع ذلك، فإن الجهاز له بعض المؤيدين بين المتدربين ذوي الخبرة. يتم تقليل مشكلة "مسار الشريط" إلى الحد الأدنى بالنسبة للتمارين التي تتضمن نطاقًا قصيرًا من السفر مثل رفع الساق ورفع الكتفين. من المحتمل أن يكون مفيدًا لأداء تمارين مختلفة عندما يتباطأ التقدم عند استخدام أشكال أخرى من التمارين، على الرغم من أنه يجب توخي الحذر لتجنب مشاكل إجهاد المفاصل. إن إزالة العضلات المستقرة كعامل يمكن أن يسمح أيضًا بزيادة الكثافة المطبقة على العضلات الأساسية.

## جهاز سميث ثلاثي الأبعاد
يتمتع جهاز سميث التقليدي بدرجة واحدة من الحرية، حيث يمكن للشريط أن يتحرك لأعلى ولأسفل في خط مستقيم على طول مسار رأسي. يتم أيضًا استخدام تدوير الشريط عادةً لتفعيل أقفال الأمان. تسمح بعض التصميمات المتنوعة بدرجة إضافية من الحرية للأمام والخلف، مع الحفاظ على الشريط من الدوران أو التحرك من جانب إلى آخر. تُسمى هذه الآلات أحيانًا آلات سميث ثلاثية الأبعاد أو آلات جونز سميث.

## الأصل والتاريخ
تم اختراع جهازسميث من قبل الأمريكي جاك لالين، الذي قام بتجهيز جهاز انزلاقي في صالة الألعاب الرياضية الخاصة به في الخمسينيات من القرن العشرين. تم اكتشافه بواسطة رودي سميث، الذي كلف بول مارتن بتحسينه. قام سميث بعد ذلك بتثبيت النموذج المعدل في صالة الألعاب الرياضية التي كان يديرها في ذلك الوقت، وهي صالة الألعاب الرياضية الخاصة بفيك تاني في لوس أنجلوس. بحلول نهاية الخمسينيات من القرن العشرين، أصبح رودي سميث أحد المديرين التنفيذيين في سلسلة صالات الألعاب الرياضية تاني، وتم تصنيع آلة سميث وبيعها على نطاق أوسع.

## دراسة
أشارت دراسة نشرت في ديسمبر 2009 إلى أن الأوزان الحرة تسبب تنشيطًا للعضلات بنسبة 43% أكثر من جهاز سميث عند أداء تمرين القرفصاء.